# 岱康语
岱康语是老挝一种台语支语言。Schliesinger (2003)报告了老挝波里坎塞省的一个岱康语村落。
岱康语使用者信仰小乘佛教和泛灵论。
迈克尔·非利路斯（Michel Ferlus）记录的泛语语料库岱康语音档在线可用。 （页面存档备份，存于）